# Acremonium neocaledoniae
Acremonium neocaledoniae är en svampart som beskrevs av Roquebert & J. Dupont 2000. Acremonium neocaledoniae ingår i släktet Acremonium, ordningen köttkärnsvampar, klassen Sordariomycetes, divisionen sporsäcksvampar och riket svampar.   Inga underarter finns listade i Catalogue of Life.